# Conducteur en équilibre électrostatique
Un conducteur électrique en équilibre électrostatique est un conducteur qui n'est parcouru par aucun courant.
Dans un milieu conducteur, il y a au moins deux raisons pour lesquelles les charges électriques peuvent se déplacer :
- l'agitation thermique,qui va faire bouger les charges à une certaine vitesse. Néanmoins, puisque ces charges vont toutes se déplacer dans des directions aléatoires, la résultante de la vitesse sera nulle. Ce qui veut dire qu'en moyenne, les charges se déplaceront autour d'un point d'équilibre fixe : tout se passe comme s'il n'y avait pas courant dans le matériau.
- la présence d'un champ électrique, qui va accélérer les charges électriques présentes dans le conducteur et ainsi générer un courant.

Dans un conducteur électrique en équilibre électrostatique, les charges électriques libres, internes au conducteur, sont « immobiles », plus précisément il n'y a pas de flux macroscopique de charges mobiles.
Pour qu'il n'y ait pas de courant dans un conducteur, celui-ci ne doit pas être soumis à un champ électrique. Le champ {\displaystyle {\vec {E}}} est donc nul à l'intérieur du conducteur.

## Conséquences
Un conducteur en équilibre électrostatique est chargé surfaciquement : il n'y a aucune charge à l'intérieur du conducteur. Toutes les charges se répartissent à la surface du matériau.

### Simulations
- Simulation de plusieurs conducteurs cylindriques parallèles. Université Paris XI